# Paul-Louis Courier
Paul Louis Courier de Méré (n. 4 ianuarie 1772 - d. 10 aprilie 1825) a fost un prozator francez, cunoscut mai ales pentru pamfletele sale îndreptate împotriva clerului și a regimului politic al lui Ludovic al XVIII-lea.

## Opera
- 1810: Scrisoare către domnul Renouard, librarul ("Lettre à M. Renouard, libraire");
- 1816: Petiție către cele două camere ("Pétition aux deux chambres");
- 1819 - 1820: Scrisori către redactorul Cenzurii ("Lettres au rédacteur du Censeur");
- 1819: Scrisoare către domnii Academiei ("Lettre à Messieurs de l'Académie");
- 1820: Scrisori particulare ("Lettres particulières");
- 1823: Gazeta satului ("Gazette du village");
- 1824: Pamfletul pamfleturilor ("Pamphlet des pamphlets");
- 1824: Scrisori din Franța și Italia ("Lettres de France et d'Italie").